# Orkiestra Symfoniczna Polskiego Radia w Bydgoszczy

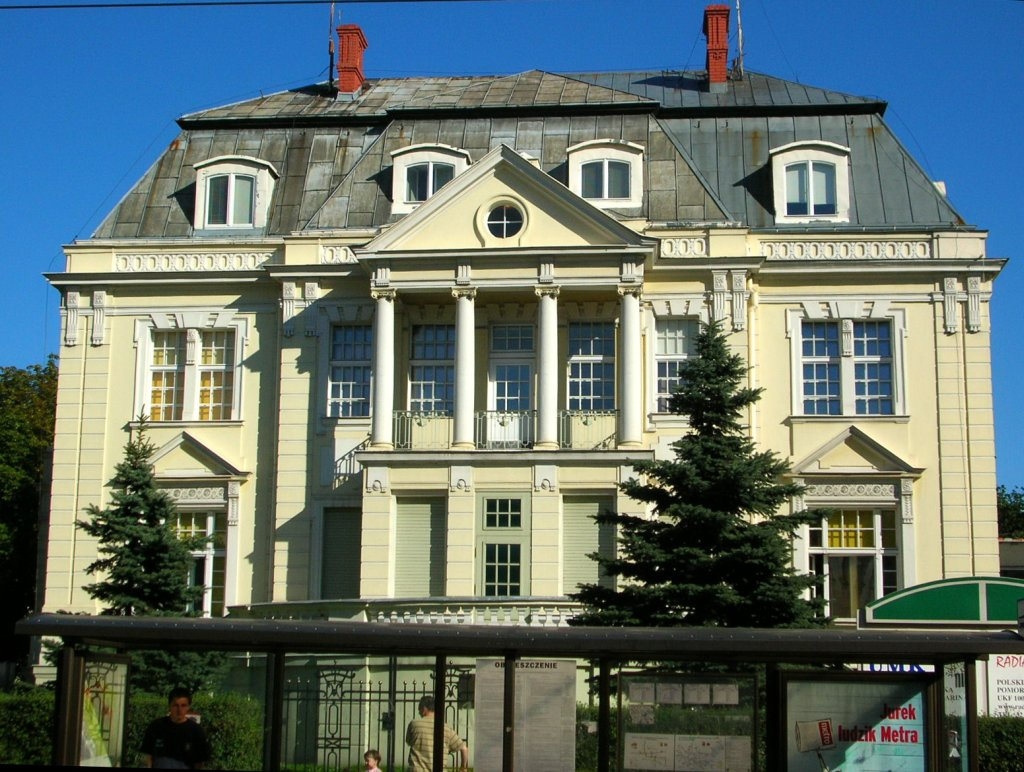
Siedziba Pomorskiej Rozgłośni Polskiego Radia od 1945 r.

Orkiestra Symfoniczna Polskiego Radia w Bydgoszczy – orkiestra symfoniczna działająca przy Pomorskiej Rozgłośni Polskiego Radia w Bydgoszczy w latach 1945–1955. 

## Historia
Zespół będący zalążkiem późniejszej Orkiestry Polskiego Radia powstał z inicjatywy kierownika działu muzycznego Rozgłośni Polskiego Radia w Bydgoszczy – Felicji Krysiewiczowej. Zorganizował go wiosną 1945 r. przybyły do Bydgoszczy Arnold Rezler, któremu powierzono organizację Wydziału Programowego Rozgłośni. Zespół ten zwany Bydgoskim Kwartetem Smyczkowym lub Orkiestrą Salonową zainaugurował swoją działalność 1 lipca 1945 r. na falach Pomorskiej Rozgłośni Polskiego Radia, prowadzącej działalność od maja 1945 r. Od samego początku istnienia rozgłośni, muzyka nadawana na żywo odgrywała w jej programie istotną rolę, gdyż magnetofony wprowadzono dopiero w 1950 roku. Muzyczny zespół radiowy pozyskał salę prób w Pomorskim Domu Sztuki przy ul. Gdańskiej, zaś pod koniec 1945 r. przeobraził się w Orkiestrę Symfoniczną Polskiego Radia. Gdy w 1946 r. powołano Pomorską Orkiestrę Symfoniczną, przy okazji obchodów 600-lecia lokacji miasta Bydgoszczy - trzon jej składu stanowili muzycy orkiestry radiowej z Rezlerem na czele. 
Muzykę orkiestry radiowej cechowała rozległość stylistyczna i wszechstronność repertuaru. Znalazły się w nim utwory klasyki polskiej i obcej oraz współczesna muzyka rozrywkowa. Oprócz pracy w radio, orkiestra towarzyszyła Festiwalowi Muzyki Polskiej w Bydgoszczy, oraz prowadziła cykliczne programy: „Przy sobocie po robocie”, „Żądło mikrofonu”, „Dla każdego coś miłego”. Uczestniczyła także w nadawaniu „Pokrzyw nad Brdą” – pierwszej w powojennej polskiej radiofonii cyklicznej audycji satyrycznej, w której brali udział m.in. Jeremi Przybora i Grzegorz Kardaś.
Skład orkiestry powiększał się stopniowo, osiągając w 1955 r. 57 osób. Muzycy orkiestry często występowali w małych zespołach, w repertuarze rozrywkowym, jak np. zespół instrumentalny Tadeusza Polańskiego (członka orkiestry i kompozytora) oraz Eugeniusza Raabego. Utwory ludowe były domeną kapeli Stanickiego, zaś współpraca Pawła Billerta, kierownika Redakcji Muzycznej i członka orkiestry z muzykologiem Lucjanem Kamieńskim, przyniosła szereg oryginalnych, na nowo opracowanych pieśni kaszubskich. Wielu muzyków orkiestry radiowej występowało solo, i na odwrót - soliści zewnętrzni z orkiestrą, np. Lidia Skowron, Eugenia Gwieździńska, Wanda Wiłkomirska, Władysław Kędra, Stanisław Szpinalski. Dyrygentami orkiestry byli: Arnold Rezler, Henryk Czyż, Walerian Pawłowski i Zdzisław Wendyński, zaś kierownikiem redakcji muzycznej rozgłośni od 1946 do 1949 r. – Edmund Rezler, brat dyrygenta orkiestry. Doświadczenie w orkiestrze zdobywali znani później muzycy i nauczyciele jak Edwin Golnik, pedagog, długoletni pierwszy waltornista Filharmonii Narodowej, czy Roman Suchecki, pierwszy rektor Państwowej Wyższej Szkoły Muzycznej w Bydgoszczy.
W 1949 r. nastąpił kryzys w działalności orkiestry symfonicznej. W tym czasie Arnold Rezler skoncentrował swoją działalność wyłącznie w orkiestrze radiowej, odchodząc z Pomorskiej Orkiestry Symfonicznej. W kolejnych latach programy muzyczne dostosowano do trendów, jakie występowały w kulturze tego okresu. Ideologizacja życia nie ominęła repertuaru, który musiał zawierać 50% polskiej muzyki ludowej, 30% innej muzyki słowiańskiej i 20% muzyki poważnej, a także szereg utworów związanych tematycznie z ZSRR. Orkiestra uczestniczyła w spektakularnych przedsięwzięciach przeznaczonych dla świata pracy, przy otwieraniu nowych świetlic, spółdzielni produkcyjnych, państwowych gospodarstw rolnych i zakładów pracy. Jednak muzyka broniła się sama, a z kompozytorów rosyjskich wybierano też Czajkowskiego czy Musorgskiego. W 1950 r. orkiestra rozpoczęła rejestrację swoich wykonań na taśmach magnetofonowych. Rozpoczął się wtedy drugi etap działalności orkiestry, podczas którego zaczęli do Bydgoszczy przyjeżdżać znani instrumentaliści i śpiewacy, by nagrywać najlepsze pozycje swego repertuaru. Byli wśród nich m.in. śpiewacy (Wanda Wermińska, Antonina Kawecka, Bogdan Paprocki, Andrzej Hiolski, Jerzy Sergiusz Adamczewski, Maria Fołtyn), pianiści (Stanisław Szpinalski, Barbara Hesse-Bukowska), skrzypkowie (Bogusław Gimpel) i inni. Solistycznych nagrań dokonywali też co wybitniejsi instrumentaliści z zespołu Rezlera. Orkiestra współpracowała też z Państwową Wytwórnią Filmową. Na jej zlecenie nagrano ilustrację muzyczną do filmu krótkometrażowego „Młodzi inżynierowie” według muzyki Henryka Czyża oraz podkład muzyczny do filmu rysunkowego „Pani Twardowska” (kompozycje Zbigniewa Turskiego). 
W latach 50. centrala warszawska rozpoczęła starania o przeniesienie orkiestry do Szczecina lub Warszawy, gdzie notowano problemy kadrowe. W 1955 r. nastąpił kres jej istnienia w wyniku zarządzenia Ministerstwa Kultury, które dwa lata wcześniej powołało Filharmonię Pomorską w Bydgoszczy złożoną z dotychczas istniejących zespołów muzyków bydgoskich. Niewielka część muzyków przeniosła się za Arnoldem Rezlerem do Filharmonii Narodowej w Warszawie, a większość zasiliła Orkiestrę Symfoniczną Filharmonii Pomorskiej

## Repertuar
Orkiestra Radiowa przez długie lata stanowiła wizytówkę artystyczną Bydgoszczy na arenie ogólnopolskiej oraz jeden z najpopularniejszych zespołów orkiestrowych tamtych lat. Jej wyróżnikiem był szeroki repertuar, od rozrywki do najpoważniejszych form. Wykonywała szereg utworów instrumentalnych takich kompozytorów jak: F. Mendelssohn, F. Liszt, L. van Beethoven, J.S. Bach, F. Chopin, H. Wieniawski, J. Strauss, utwory wokalno-instrumentalne z towarzystwem chóru „Arion” (w tym arie operowe), muzykę baletową, utwory kameralne, regionalne (tańce i fantazje kujawskie) i rozrywkowe. W ciągu 10 lat Rozgłośnia Polskiego Radia w Bydgoszczy nadała z udziałem orkiestry ponad 1000 audycji lokalnych, ogólnopolskich i transmisji zagranicznych (Czechosłowacja, Węgry). Orkiestra wykonała także ponad 250 koncertów publicznych, w dużej części bezpośrednio przez radio transmitowanych. Np. koncert chopinowski (1949) z udziałem Haliny Czerny-Stefańskiej transmitowano bezpośrednio do Paryża.
Kilkaset nagrań utworów orkiestry i zespołów z udziałem Arnolda Rezlera zostało zdigitalizowanych i w postaci cyfrowej zachowane jest na serwerach Archiwum Dokumentów Fonicznych rozgłośni Polskiego Radia Pomorza i Kujaw.